# لوك تريدواي
لوك تريدواي (بالإنجليزية: Luke Treadaway)‏ (و. 1984  م) هو ممثل أفلام، وممثل مسرحي، وممثل تلفزي بريطاني، بدأ مشواره المهني سنة 2005.

## التعليم
تعلم في أكاديمية لندن للموسيقى والفنون المسرحية
.

## جوائز
حصل على جوائز منها:

جائزة لورنس أوليفيه

## وصلات خارجية
- لوك تريدواي على موقع IMDb (الإنجليزية)
- لوك تريدواي على موقع ألو سيني (الفرنسية)
- لوك تريدواي على موقع ميوزك برينز (الإنجليزية)
- لوك تريدواي على موقع أول موفي (الإنجليزية)
- لوك تريدواي على موقع قاعدة بيانات الأفلام السويدية (السويدية)
- لوك تريدواي على موقع قاعدة بيانات الفيلم (الإنجليزية)
- لوك تريدواي على موقع كينوبويسك (الروسية)